# Colon (Fluss)
Der Colon ist ein rund 20 Kilometer langer rechter Zufluss des Madons im französischen Département Vosges.

## Geographie

### Verlauf
Der Colon entspringt auf einer Höhe von etwa 375 m an der Gemeindegrenze zwischen Saint-Vallier und Regney. Er fließt nach Nordwesten, südöstlich an Bettegney-Saint-Brice vorbei und richtet dann seinen Lauf nordwärts. Kurz nach Varmonzey fließt ihm die Tarpe zu. Er lässt Ubexy links liegen und wird dann bei Brantigny vom Colmé gespeist. Der Colon wendet sich nun wieder nach Nordwesten, knickt bei  Florémont scharf nach Westen ab und wird flussabwärts auf seiner linken Seite von dem von Süden kommenden Rulle  und etwa später vom Ruisseau du Chanot verstärkt. Er fließt jetzt nördlich von Savigny am Château de da Baraque vorbei, wo ihn auf seiner rechten Seite der Grandrupt speist.  Südlich von Avrainville mündet der Ruisseau Saint-Romari in den Colon. Der Colon schlägt nördlich von Xaronval einen kleinen Bogen und mündet schließlich auf einer Höhe von etwa 251 m südwestlich  von Battexey in der Nähe der Moulin de Maxevoy in den Madon.

### Zuflüsse
- Tarpe (links), 1,4 km
- Colmé (rechts), 4,8 km
- Rulle (links), 6,4 km
- Chanot (links), 0,9 km
- Grandrupt (rechts), 3,5 km
- Saint-Romaric (rechts), 2,7 km

## Hydrologie
An der Mündung des Colons in den Madon beträgt die mittlere Abflussmenge (MQ) 0,72 m³/s; das Einzugsgebiet umfasst hier 65,0 km².
Am Pegel Xaronval wurde über einen Zeitraum von 29 Jahren (1980–2008) die durchschnittliche jährliche Abflussmenge des Colons  berechnet. Das Einzugsgebiet entspricht an dieser Stelle mit etwa 62,1 km², damit etwa 95,5 % des vollständigen Einzugsgebietes des Flusses.
Die höchsten Wasserstände werden in den Wintermonaten Dezember und Januar gemessen. Ihren Höchststand erreicht die Abflussmenge mit 1,19 m³/s im Dezember und Januar. Bis April geht die Schüttung nur wenig zurück, danach etwas stärker und erreicht ihren niedrigsten Stand im August mit 0,30 m³/s, um danach wieder von Monat zu Monat anzusteigen. Die jahresdurchschnittliche Abflussmenge beträgt hier 0,72 m³/s.
Der  monatliche mittlere Abfluss (MQ) des Colons in m³/s, gemessen  an der hydrologischen Station Xaronval
Daten aus den Werten der Jahre 1980–2008 berechnet